# Christen, ätzet diesen Tag, BWV 63

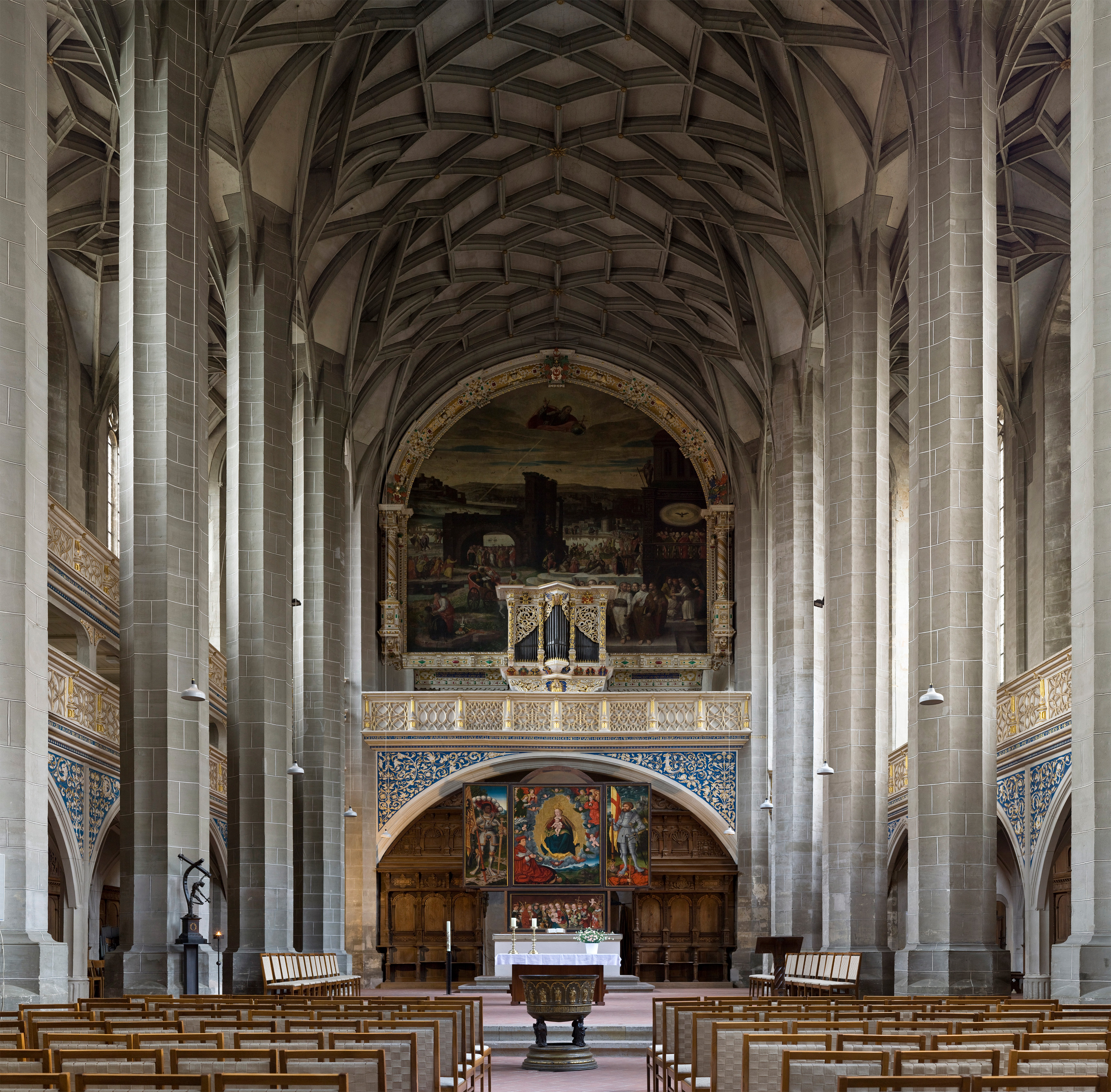
Liebfrauenkirche, Halle.

Christen, ätzet diesen Tag, BWV 63 (Cristianos, grabad este día) es una cantata de iglesia escrita por Johann Sebastian Bach posiblemente en Weimar en 1713 para el día de Navidad en Liebfrauenkirche en Halle. Posteriormente la interpretó de nuevo en su primera Navidad como Thomaskantor en Leipzig el 25 de diciembre de 1723.

## Historia
Bach compuso esta obra posiblemente durante su estancia en Weimar hacia 1713 para el día de Navidad. Se trata de la cantata de Bach más antigua que se conserva para Navidad.

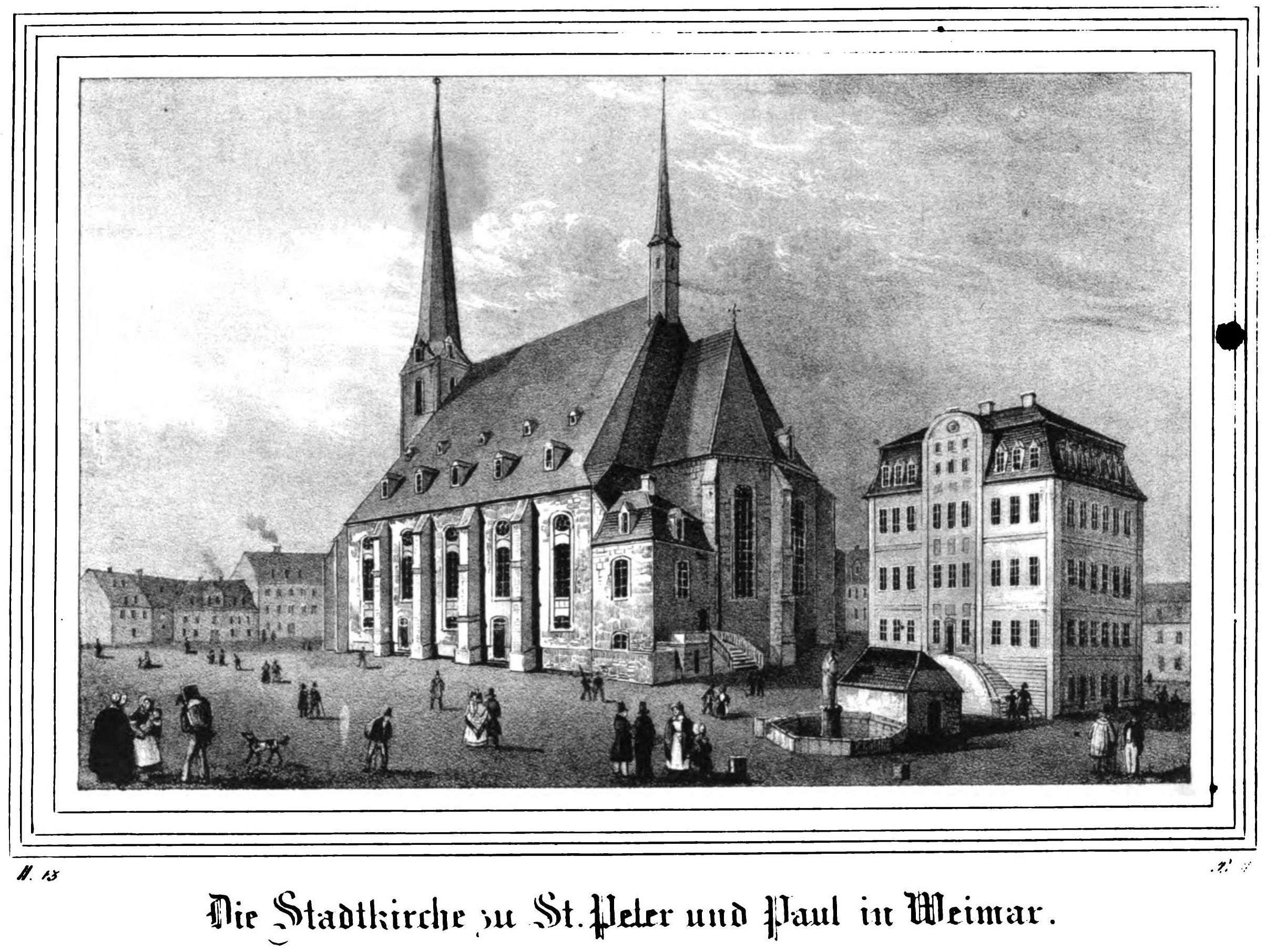
Iglesia de San Pedro y Pablo, Weimar.

Conforme a John Eliot Gardiner, la primera interpretación de la cantata tuvo lugar en Weimar en la Iglesia de San Pedro y Pablo, ejecutada por una combinación de músicos de la capilla ducal y de la ciudad. 
Según Gardiner, la cantata se interpretó de nuevo para celebrar el bicentenario de la Reforma protestante en Halle en 1717. El musicólogo Philipp Spitta consideró que la cantata había sido escrita para su estreno en 1723 en Leipzig, porque Bach la interpretó el día de Navidad en su primer año como Thomaskantor. Pasó a interpretar composiciones nuevas en su segunda y tercera temporadas navideñas, Darzu ist erschienen der Sohn Gottes, BWV 40 y Sehet, welch eine Liebe hat uns der Vater erzeiget, BWV 64. 
Por su parte, Julian Mincham entiende que Bach eligió esta cantata para su primera Navidad en Leipzig porque "una pieza inspirada que comenzaba y concluía con coros impresionantes, era exactamente la obra apropiada para la ocasión y nada nuevo era probable que la eclipsará". Requería el mayor grupo de ejecutantes desde que Bach había comenzado su puesto seis meses antes, exigiendo cuatro trompetas, timbales y tres oboes, además de las habituales cuatro partes en cuerdas y voces. Bach interpretó la cantata en Leipzig por lo menos una vez más, posiblemente en 1729.

## Análisis

### Texto
Las lecturas establecidas para ese día eran de la epístola a Tito, "la misericordia de Dios se ha manifestado" (Tito 2:11-14), del libro de Isaías "porque un niño nos es nacido" (Isaías 9:2-7), y del evangelio según San Lucas, la natividad de Jesús, la anunciación a los pastores y el canto de los ángeles (Lucas 2:1-14).
El poeta escribió un texto organizado en simetría en torno a un recitativo, enmarcado por dos dúos, dos recitativos más y dos movimientos de coro iguales. La falta de un coral final, que cierra la mayor parte de las cantatas posteriores de Bach, ha suscitado la duda sobre si la obra está basada en una cantata profana.
El texto de la cantata, que se hace eco de los teólogos de Halle, surgiere que fue compuesta con Liebfrauenkirche de Halle en mente en 1713, cuando Bach solicitó ser organista de esta iglesia, o bien en 1716 cuando estuvo involucrado en la reconstrucción de su órgano. El texto posiblemente fue obra del Pastor primarius de dicha iglesia, Johann Michael Heineccius, que también escribió los libretti para otras cantatas de Bach que sin duda fueron escritas para Halle y había favorecido la solicitud de Bach para ser organista en la iglesia como un sucesor de Friedrich Wilhelm Zachow. El musicólogo Christoph Wolff deduce de los "fastuosos efectivos" con cuatro trompetas, timbales y tres oboes por encima de las cuerdas, una orquestación sin precedentes en las cantatas de Bach, que la obra no fue compuesta para la íntima Schloßkirche de Weimar. Wolff data la cantata de 1714 o 1715.

### Instrumentación
La obra está festivamente escrita para cuatro voces solistas (soprano, alto, tenor y bajo), un coro a cuatro voces; cuatro trompetas, timbales, tres oboes, fagot, dos violines, viola, órgano y bajo continuo. El órgano se añadió en una versión posterior.

### Estructura
Consta de siete movimientos.
1. Coro: Christen, ätzet diesen Tag
2. Recitativo (alto): Oh, selger Tag! o ungemeines Heute
3. Aria (soprano, bajo): Gott, du hast es wohl gefüget
4. Recitativo (tenor): So kehret sich nun heut
5. Aria (alto, tenor): Ruft und fleht den Himmel an
6. Recitativo (bajo): Verdoppelt euch demnach
7. Coro: Höchster, schau in Gnaden an

La cantata tiene un carácter festivo pero le faltan ciertos rasgos típicamente asociados con la música de Navidad, como la música pastoral, el canto de los ángeles y de la cuna, incluso un villancico o un coral de Navidad. En palabras de Gardiner: "La cantata no contiene ninguno de los temas de la Natividad habituales: ninguna canción de cuna, no hay música para los pastores ni para los ángeles, ni siquiera los corales convencionales de Navidad." 
La simetría del texto en torno al recitativo"Nun kehret sich das bange Leid … in lauter Heil und Gnaden" (Cámbiese, pues, hoy el temeroso sufrimiento,... en pleno júbilo y gracia.) se refleja en la música. Los recitativos se inclinan hacia en arioso en ocasiones, típico de la música de Bach de este periodo. Los movimiento corales siguen la forma da capo, pero con secciones centrales marcadamente contrastantes, estableciendo una relación con el estilo del motete. Wolff describe estos movimientos como "marcos tipo fanfarria", un arreglo coral cantabile contrastante con una interpretación orquesta virtuosística en "danza secular".
Gardiner observa que el primer recitativo para alto, acompañado por la cuerda, contiene "tortuosos pasajes en los que la voz y el continuo luchan por liberarse de las esclavizantes cadenas de Satán". La cantata recoge dos dúos, poco comunes en las cantatas de Bach, probablemente una expresión de regocijo colectivo que se expresa mejor con un dúo que con una sola voz. El segundo dúo es un minueto, que ilustra las palabras "Kommt, ihr Christen, kommt zum Reihen" (venid, cristianos, venid, alegraos). En lugar del habitual coral de cierre, la cantata termina con un coro "concebido en la más grande de las escalas", lleno de energía. Las trompetas empiezan con pomposas fanfarrias. Las voces primero cantan una fanfarria aludiendo a lo "más alto", luego inician una fuga de permutación que más tarde se amplía mediante duplicación y contrarreacción instrumental, para expresar el agradecimiento de las almas devotas. 
La sección central es una segunda fuga en estilo similar que finaliza con un "descabellado trino colectivo" sobre la palabra "quälen" (tormento). Mincham lo describe como "un pasaje de extraordinaria intensidad. El tempo se ralentiza, la armonía pasa a ser trágica y cromática; y el sentimiento es de profunda melancolía ante la sola idea del abrazo de Satán". Por último, un da capo de la primera sección completa pone fin a la cantata sobre "los adornos de celebración originales del tema del ritornello completo".
En una de las interpretaciones posteriores Bach modificó la parte de oboe obbligato en el movimiento 3 en una parte para órgano, escribiéndola él mismo en la parte para el órgano continuo.

## Discografía selecta
De esta pieza se han realizado una serie de grabaciones entre las que destacan las siguientes.
- 1952 – J.S. Bach: Cantata BWV 63. Michael Gielen, Wiener Kammerchor, Vienna State Opera Orchestra, Margit Opawsky, Hilde Rössel-Majdan, Waldemar Kmentt, Harald Hermann (Vanguard Bach Guild)
- 1953 – J.S. Bach: Cantata 63 and the Magnificat. Günther Ramin, Thomanerchor, Gewandhausorchester, Ulrike Taube, Sibylla Plate, Gert Lutze, Hannes Hans Hauptmann (Schola Antiqua)
- 1971 – Die Bach Kantate Vol. 61. Helmuth Rilling, Gächinger Kantorei, Bach-Collegium Stuttgart, Maria Friesenhausen, Julia Hamari, Adalbert Kraus, Wolfgang Schöne (Hänssler)
- 1972 – Bach Cantatas Vol. 1. Karl Richter, Münchener Bach-Chor, Münchener Bach-Orchester. Edith Mathis, Anna Reynolds, Peter Schreier, Dietrich Fischer-Dieskau (Archiv Produktion)
- 1976 – J.S. Bach: Das Kantatenwerk Vol. 16. Nikolaus Harnoncourt, Tölzer Knabenchor, Concentus Musicus Wien, Peter Jelosits (solista del Wiener Sängerknaben), Paul Esswood, Kurt Equiluz, Ruud van der Meer (Teldec)
- 1995 – J.S. Bach: Complete Cantatas Vol. 3. Ton Koopman, Amsterdam Baroque Orchestra & Choir, Ruth Holton, Elisabeth von Magnus, Paul Agnew, Klaus Mertens (Antoine Marchand)
- 1997 – J.S. Bach: Cantatas Vol. 7. Masaaki Suzuki, Bach Collegium Japan, Ingrid Schmithüsen, Yoshikazu Mera, Makoto Sakurada, Peter Kooy (BIS)
- 1998 – J.S. Bach: Christmas Cantatas. John Eliot Gardiner, Monteverdi Choir, English Baroque Soloists, Ann Monoyios, Sara Mingardo, Rufus Müller, Stephan Loges (Soli Deo Gloria)
- 2000 – Bach Edition Vol. 18: Cantatas Vol. 9. Pieter Jan Leusink, Holland Boys Choir, Netherlands Bach Collegium, Marjon Strijk, Sytse Buwalda, Nico van der Meel, Bas Ramselaar (Brilliant Classics)
- 2002 – J.S. Bach: Christmas Cantatas from Leipzig. Philippe Herreweghe, Collegium Vocale Gent, Carolyn Sampson, Ingeborg Danz, Mark Padmore, Sebastian Noack (Harmonia Mundi France)
- 2009 – Bach: Cantata 63 / Mendelssohn: Vom Himmel hoch / Vaughan Williams: The First Nowell. Vladímir Yúrovski, London Philharmonic Orchestra and Choir, Lisa Milne, Ruxandra Donose, Andrew Staples, Christopher Maltman (LPO)
- 2011 – Thomanerchor Leipzig, Das Kirchenjahr mit Bach, Vol. 2: Cantatas BWV 63, 110, 190. Georg Christoph Biller, Thomanerchor, Gewandhausorchester, solista del Thomanerchor, Christoph Genz, Matthias Weichert (Rondeau Production)